# Museu Etnogràfic Vallhonrat
El Museu Etnogràfic Vallhonrat és un museu de Rubí creat el 1962. Entre les 8.000 peces del museu destaquen unes escultures africanes de la cultura Fang, un estri precolombí o dos quadres representatius de l'artista Pons Cirac. El 2014 el propietari era l'empresari Pere Vallhonrat.
L'entitat va ser guardonada amb la Creu de Sant Jordi l'any 2019 "per l'ingent treball de col·leccionisme, conservació i exposició, començat per Miquel Vallhonrat i Brau fa gairebé seixanta anys, i continuat ininterrompudament pels seus hereus, inicialment amb peces de la família de començament del segle xviii. Al llarg de la seva dilatada trajectòria, la Fundació ha esdevingut un referent cultural indiscutible de Rubí i de Catalunya, especialment pel que fa a la protecció, la difusió i la promoció del patrimoni històric de la ciutat vallesana i del nostre país".